# 蘇波京湖
蘇波京湖（烏克蘭語：Супотин），是烏克蘭的湖泊，位於該國北部切爾尼戈夫州，處於傑斯納河左岸，長3公里、寬0.15公里，面積0.5平方公里，該湖泊最大水深5米。